# والتر د. غراهام
والتر د. غراهام (بالإنجليزية: Walter D. Graham)‏ هو لاعب كرة قدم أمريكية أمريكي، ولد في 23 يناير 1885 في إلينوي في الولايات المتحدة، وتوفي في 14 يوليو 1927 في ريفر فورست في الولايات المتحدة.